# Žralok hedvábný
Žralok hedvábný (Carcharhinus falciformis) je druh žraloka z čeledi modrounovitých, pojmenovaný podle své jemné kůže. Žije v tropických vodách celého světa, nejčastěji na kraji kontinentálních šelfů v hloubkách do padesáti metrů. Dorůstá obvykle délky 2,5 metru, maximálně až 3,5 metru. Je to oportunistický rychlý predátor, který loví především různé ryby, zvláště tuňáky, makrely a sardinky. Potravu doplňuje o hlavonožce a korýše.
V roce 2009 změnil Mezinárodní svaz ochrany přírody jeho stupeň ohrožení z málo dotčený na téměř ohrožený a v roce 2017 na zranitelný. Důvodem je pomalá reprodukce a rybolov, ať už cílený nebo nezáměrně jako tzv. bycatch.